# Lichtung Verlag

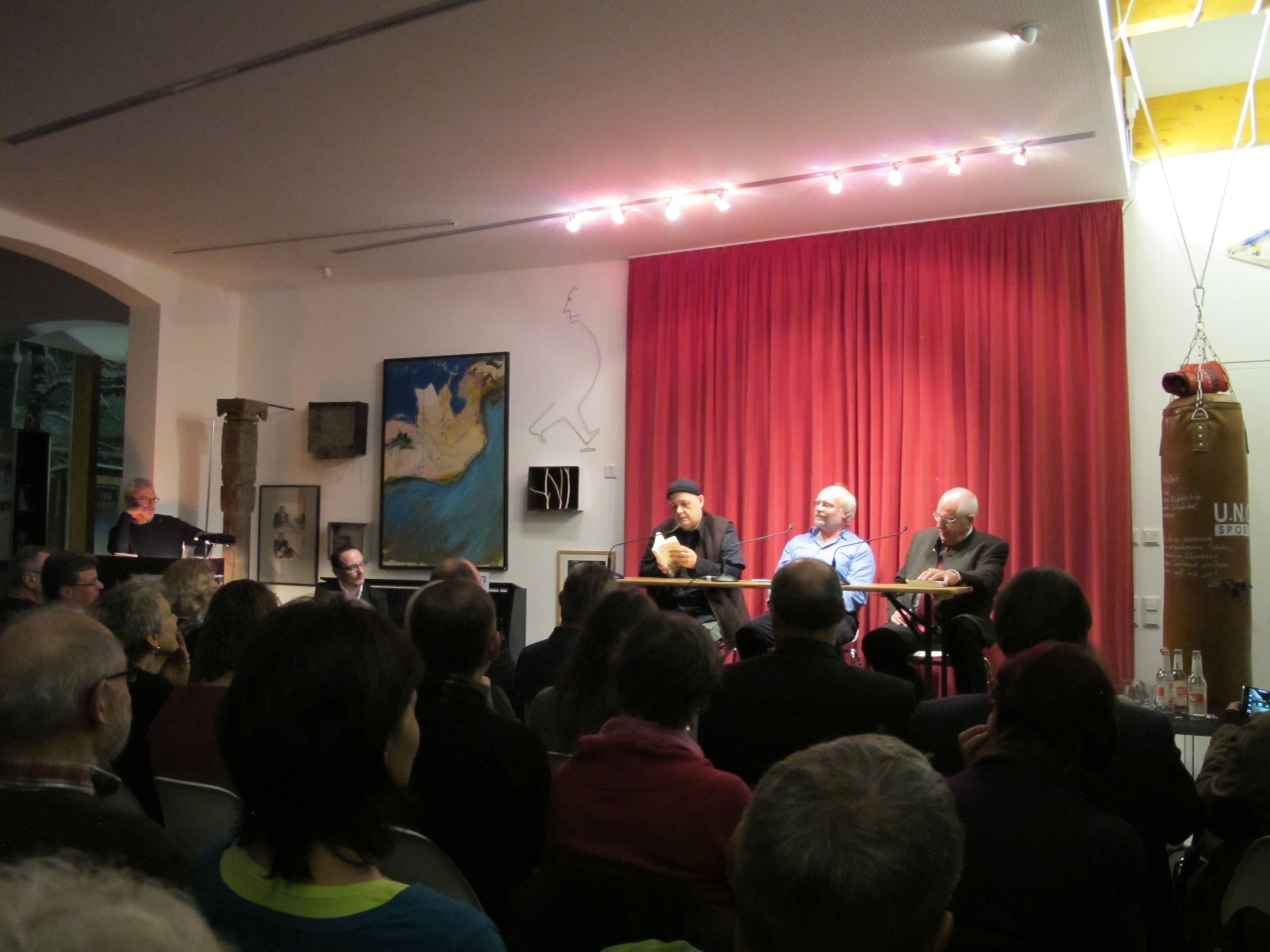
Buchpräsentation des Lichtung Verlags im Lyrik Kabinett, Januar 2015. Am Stehpult Hubert Ettl, auf der Bühne Carl-Ludwig Reichert, Albert Sigl und Walter Flemmer

Der Lichtung Verlag (Eigenschreibweise: lichtung verlag) ist ein 1990 in Viechtach gegründeter Belletristik- und Sachbuchverlag mit einem Schwerpunkt in bayerischer Literatur.

## Geschichte
1987 wurde als erster Vorläufer des Lichtung Verlags der Kulturverein Bayerwaldforum in Viechtach gegründet. In ihm engagierten sich Autoren, Künstler, Musiker, Kulturinteressierte sowie politisch engagierte Mitglieder von Bürgerinitiativen. Ihr gemeinsames Ziel war die Herausgabe einer kritischen Kulturzeitschrift für den Bayerischen Wald. Mit der Zeitschrift lichtung verwirklichten sie das Ziel bereits Ende 1987, die Zeitschrift erschien in einem 2-Monats-Rhythmus. Im Folgejahr wurde die Zeitschrift in magazin lichtung umbenannt und das Einzugsgebiet auf ganz Ostbayern ausgeweitet. 1996 wurde der Erscheinungsrhythmus auf vierteljährlich verlängert. 
1989 wurden zusätzlich in der edition lichtung Bücher verlegt. Aus finanziellen Erwägungen verkaufte das Bayerwaldforum 1990 das Verlagsgeschäft an die neu gegründete Lichtung Verlag GmbH. Geschäftsführer wurde Hubert Ettl, der auch der Initiator des Bayerwaldforums war. 2008 übernahm der Lichtung Verlag den Münchner Kleinverlag Kuckuck & Straps des Verlegers und Malers Fritz Gebhardt alias Eugen Oker, der als eigene Reihe weitergeführt wird. 2014 übergab Ettl die Geschäftsführung an Eva Bauernfeind und Kristina Pöschl.

## Verlagsprogramm
Der Lichtung Verlag bot schon früh kritischen literarisch-kabarettistischen Stimmen eine Möglichkeit zur Veröffentlichung. So erschienen in diesem Verlag die ersten Bücher von Ottfried Fischer und Django Asül. Daneben publiziert der Verlag Lyrikbände, Kunstbücher, Erzählungen und Romane. Die Lyrikbände erscheinen teilweise in bayerischer Mundart. In der Reihe ReiseLeseBücher stellte der Verlag unter anderem die Regionen Böhmen, Bayerischer Wald, Oberpfalz und Niederbayern mit literarischen Texten, Schwarz-Weiß-Fotografien und Reisetipps vor. Zu den bekannten Autoren des Verlags zählen Marianne Hofmann, Friedrich Brandl, Albert Sigl und Margret Hölle. Im Bereich Sachbuch gibt der Verlag vor allem Bücher zur Zeitgeschichte heraus und beleuchtet dabei vorwiegend die Zeit des Nationalsozialismus. Hier sind als Autoren vor allem Otto Schwerdt und Thomas Muggenthaler zu nennen.

## Magazin Lichtung
Das Magazin Lichtung erscheint vierteljährlich. Es versteht sich als kritisches Kulturmagazin für den ostbayerischen Raum und publiziert neben einem ausführlichen Veranstaltungskalender Hintergrundberichte, Porträts zu Künstlern aus der Region, sowie Kommentare und Glossen zu verwandten Themen. Für das Magazin schreiben über 30 Autoren, darunter Harald Grill, Gerd Holzheimer und Bernhard Setzwein.

## Auszeichnungen
- 2009: Literaturpreis des Oberpfälzer Jura für das magazin lichtung
- 2010: Preis des Freistaates Bayern für einen bayerischen Kleinverlag
- 2011: Dominicus-von-Linprun-Medaille der Stadt Viechtach für den Lichtung Verlag